# Blaine Scully
Blaine Hansen Scully (Sacramento, 29 de febrero de 1988) es un jugador estadounidense de rugby que se desempeña como wing.

## Carrera
Scully Tomó arriba rugby en universitario, donde  jugó para la UCLA para dos años, antes de ser transferido al equipo Universitario de California, Berkeley (Cal) para los siguientes tres años.  Scully Era un standout jugador en universitario, su accolades incluye: cuatro tiempo Todo-americano, capitán del 2011 Rugbi de EE. UU. Colegial Todo-los americanos que Visitan Equipo, y dos títulos nacionales con Cal.
Scully se graduó de Cal en 2011, como Licenciado en Historia.

### Leicester Tigers
En verano 2013, Scully unió el Leicester equipo que jugado en el 2013 JP Morgan 7s, y estuvo alabado altamente por muchos observadores para su trabajo duro y defensa. Debido a su juego fuerte, en el otoño de 2013 Scully recibió un contrato de cuatro meses con el Leicester Tigres a través del fin de 2013. Scully Recibió su visado de trabajo en septiembre de 2013, y unos cuantos días más tarde, encima 21 de septiembre de 2013, Scully hizo su debut para Leicester, donde  empiece y jugó todo 80 minutos en fullback, puntuando un probar en el proceso.
Scully Hizo su debut en el Heineken Taza encima 18 de octubre de 2013, empezando en el ala contra Benetton Treviso, y puntuando un probar. Encima 4 de enero de 2014, Scully firmó un nuevo trata Leicester Tigres hasta el fin de la estación. Debido a su índice de trabajo incansable Scully deprisa devenía un favorito de seguidor y ganó el Leicester Jugador de Tigres del premio de Mes para febrero de 2014. En abril de 2014 Scully firmó una extensión para quedar con Leicester para el 2014@–15 estación.

### Cardiff Blues
Encima Marcha 24, 2015,  esté anunciado Scully había firmado para el Cardiff Blues en un trato de plazo largo después del 2015 Rugbi Taza Mundial. Scully Hizo su debut en un 15-26 pérdida a Zebre en un Pro12 partido en noviembre de 2015. Scully Puntuado su primero probar en su segundo aspecto para Cardiff durante su Taza de Reto europea gana sobre Calvisano. Scully Ganó Probar del 2016-2017 Estación para su esfuerzo de buceo contra las Escarlatas. Él también compartido "Cardiff Blues Jugador de Club de los Seguidores de los honores" de Año con Kristen Dacey. Scully Firmó una extensión de contrato con el Blues en tardío 2017.

## Selección nacional
Scully Debutó para los Estados Unidos equipo de unión de rugbi nacional en junio de 2011, y puntuado su primero probar para los EE. UU. equipo nacional en agosto de 2011 en contra Canadá. Scully Era parte del equipo de Estados Unidos en el 2011 Rugbi Taza Mundial. Scully Jugó en todo cuatro juegos de piscina para los Estados Unidos, incluyendo dos inicios en fullback. Encima 14 de junio de 2014 Scully grabó su primer truco de sombrero para su país en un 29-37 pérdida en el Pacific Taza de Naciones a Japón. Siga que rendimiento arriba con un tirante de prueba la semana que viene en un esfuerzo ganador en contra Canadá.

### Participaciones en Copas del Mundo
| Mundial                       | Sede          | Resultado      | PJ | Tries |
| ----------------------------- | ------------- | -------------- | -- | ----- |
| Copa Mundial de Rugby de 2011 | Nueva Zelanda | Fase de grupos | 4  | 0     |
| Copa Mundial de Rugby de 2015 | Inglaterra    | Fase de grupos | 3  | 0     |

## Palmarés
- Campeón del Americas Rugby Championship de 2017 y 2018.